# Dolgo jezero
Dolgo jezero (nemško in v Avstriji imenovano Längsee) je ledeniško jezero, na nadmorski višini 550 mnm, na severu Celovške kotline v okraju Šentvid ob Glini na Koroškem v Avstriji. 

## Geografija
Jezero leži na nadmorski višini 550 m. in je na najgloblji točki 21.4 m globoko. Površina je približno 0,75 km². Po dolžini meri okoli 1,3 km, na najožji točki je približno 900 m široko. Kot večina drugih koroških jezer je bilo tudi Dolgo jezero ledeniško oblikovano. Predstavlja preostanek nekdanjega večjega jezera. Z izjemo zahodnega brega, ki pada relativno strmo, so obale ravne, lahko pristopne. Poleti njegova čista voda doseže 26 ° C. V poletni sezoni sta odprti dve kopališči, krajevno javno kopališče, in manjše “Grajsko kopališče”. Jezero je poraščeno s številnim trstičevjem in vodnimi lilijami. Najboljši čas za potapljanje je jeseni, vidljivost pod vodo je do 8 metrov.  Najpogostejše vrste alg, ki jih najdemo na jezeru so zlate alge in modrozelene alge na večjih globinah.

## Flora in favna
Plavajoče rastline na jezeru so beli lokvanj (Nymphaea alba) in rumeni blatnik (Nuphar lutea). Proti kopnemu sledi jezerski biček (Scirpus lacustris) in širokolistni rogoz, nato trstičevje (Phragmites australis). Redke rastlinske vrste v trstičju so pravi kolmež (Acorus calamus), ki raste pogosto skupaj z Sparganium erectum in močvirsko peruniko (Iris pseudacorus). Dlje sledi pas velikega šaša predvsem kepe togega šaša (Carex elata), čemur sledi gozd črne jelše. 

## Ribolov
Dolgo jezero predstavlja posebno vodno telo za lokalne ribiče. Vzdolžno jezero, ima obliko ščuke, in ponuja množico zanimivih vrst rib. Ploščič  je najpogostejša vrsta rib in v Dolgem jezeru, ki zraste do dolžine več kot 50 cm. Tudi ščuka se razmeroma dobro razmnožuje in se lahko primerja z drugimi koroškimi jezeri. Na primer, maja 1990 najdena mrtva ščuka je tehtala 29 kg in merila 146 cm.
V jezeru najdemo naslednjih 13 vrst rib:
- ploščič (Abramis brama)
- ščuka (Esox lucius)
- evropski som (Silurus glanis)
- rečna jegulja (Anguilla anguilla)
- klen (Leuciscus cephalus)
- pezdirk (Rhodeus sericeus amarus)
- krap (Cyprinus carpio)
- zelenika (Alburnus alburnus)
- rdečeoka (Rutilus rutilus)
- rdečeperka (Scardinius erythrophthalmus)
- linj (Tinca tinca)
- navadni ostriž (Perca fluviatilis)
- smuč (Sander lucioperca)